# Step by Step Oberhausen
Der Step by Step Oberhausen e. V. ist ein Tanzsportverein in Oberhausen.
Der Verein verfügt über Turnierpaare und mehrere Formationen. Darüber hinaus bietet er HipHop (auch als Formation), Jazz Dance, VideoClip Dancing, GoGo Dance und CheerDance an.

## Standardformationen

### A-Team

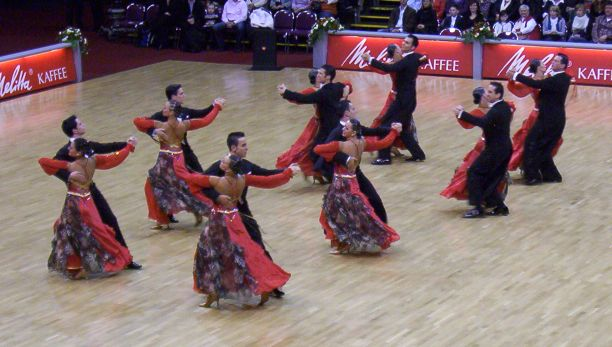
Das A-Team bei der Deutschen Meisterschaft der Formationen 2008

Eine Standardformation im Step by Step Oberhausen besteht seit 1994. Sie war zunächst ein reines Showteam. Im Jahr 2000 startete die Standardformation des Step by Step Oberhausen erstmals in der Regionalliga West Standard, in der ersten Saison als Formationsgemeinschaft mit dem TSC Schwarz-Gold Wattenscheid e. V. Musikalisches Thema war „James Bond“. 2001 und 2002 wurde zum musikalischen Thema „At The Copacabana“ getanzt, 2003 und 2004 zu „Spirit Of Riverdance“. Am Ende der Saison 2003/2004 belegte das Team den 1. Platz der Regionalliga Nord-West, im nachfolgenden Relegationsturnier erreichte das Team den 2. Platz und stieg in die 2. Bundesliga Standard auf.
Musikalische Themen und Platzierungen in der Bundesliga Standard:
| Saison    | Thema                      | Liga          | Platzierung |
| --------- | -------------------------- | ------------- | ----------- |
| 2004/2005 | „Spirit Of Riverdance“     | 2. Bundesliga | 6. Platz    |
| 2005/2006 | „The Robbie Williams Show“ | 2. Bundesliga | 2. Platz    |
| 2006/2007 | „The Robbie Williams Show“ | 1. Bundesliga | 8. Platz    |
| 2007/2008 | „Pirates of the Caribbean“ | 2. Bundesliga | 2. Platz    |
| 2008/2009 | „Pirates of the Caribbean“ | 1. Bundesliga | 7. Platz    |
| 2009/2010 | „Madonna“                  | 2. Bundesliga | 1. Platz    |
| 2010/2011 | „Madonna“                  | 1. Bundesliga | 6. Platz    |
| 2011/2012 | „Avatar“                   | 1. Bundesliga | 7. Platz    |
| 2012/2013 | „Madonna“                  | 2. Bundesliga | 2. Platz    |
| 2013/2014 | „Ballads of Rock“          | 1. Bundesliga | 8. Platz    |

Trainer des A-Teams sind Marc Bieler, Sandra Mösch und Rainer Dietzel.

### B-Team
In der Saison 2004/2005 startete für Step by Step Oberhausen neben dem A-Team erstmals auch ein B-Team. Das B-Team startete 2004/2005 und 2005/2006 mit dem musikalischen Thema „At The Copacabana“ in der Regionalliga Nord-West Standard. In der Saison 2006/2007 tanzte das B-Team zum musikalischen Thema „The Robbie Williams Show“ in der Regionalliga West und qualifizierte sich am Ende mit dem 2. Platz für die Teilnahme am Relegationsturnier zum Aufstieg in die 2. Bundesliga. Im Relegationsturnier erreichte das Team den 7. Platz.
In der Saison 2007/2008 trat das B-Team nicht an und tanzte in der Saison 2008/2009 zum musikalischen Thema „Pirates of the Caribbean – Fluch der Karibik“ in der Regionalliga West Standard. Das Team qualifizierte sich mit dem 2. Platz für die Teilnahme am Relegationsturnier zum Aufstieg in die 2. Bundesliga, wo es den 6. Platz erreichte. In der Saison 2009/2010 tanzte das A-Team nochmal zum Thema „Pirates of the Caribbean – Fluch der Karibik“, trat danach aber nicht mehr zu Ligawettkämpfen an.
Trainer des B-Teams waren Marc Bieler und Ann-Katrin Bechtold.

## Lateinformationen
Eine Lateinformation bestand im Step by Step Oberhausen zunächst von 1991 bis 1995 als Showteam. In der Saison 1995/1996 starteten erstmals ein A- und ein B-Team in der Landesliga West Latein. Musikalisches Thema beider Teams war „König der Löwen“. Dem A-Team gelang sofort der Aufstieg in die Oberliga West Latein.
In der nächsten Saison stieg das A-Team aus der Oberliga West wieder in die Landesliga west ab, schaffte aber in der Saison 1997/1998 mit dem neuen musikalischen Thema „Black Music“ den sofortigen Wiederaufstieg in die Oberliga West. In der Saison 1998/1999 erreichte das Team, erneute mit dem musikalischen Thema „Black Music“ den 2. Platz in der Oberliga West und qualifizierte sich damit für das Relegationsturnier zum Aufstieg in die Regionalliga. Im Relegationsturnier belegte das Team den 4. Platz.
In den folgenden Jahren tanzte das A-Team weiter in der Oberliga West:
- 1999/2000: „Music“
- 2000/2001: „Back To Broadway“
- 2001/2002: „Black Music“
- 2002/2003 und 2003/2004: „J. Lo“
- 2004/2005: „Studio 54“
- 2005/2006: „Cuba“

Die Saison 2004/2005 tanzte das A-Team des Step by Step Oberhausen in Formationsgemeinschaft mit dem TTC Philadelphia Krefeld 1957 e.V.
Am Ende der Saison 2005/2006 stieg das Team in die Landesliga West ab. Dort tanzte es in der Saison 2006/2007 eine Choreographie zum musikalischen Thema „Cuba II“. In der Saison 2007/2008 tanzte das A-Team von Step by Step in Formationsgemeinschaft mit dem TSK Schwarz-Gold Oberhausen zum musikalischen Thema „Swords of Passion“ in der Oberliga West, trat nach dem erneuten Abstieg in die Landesliga aber nicht mehr zu Ligawettkämpfen an.
Trainer des A-Teams waren zuletzt Ursula und Alexander Buttgereit.
Das B-Team tanzte noch bis zur Saison 1998/1999 mit wechselnden Themen in der Landesliga West:
- 1996/1997: „Michael Jackson“
- 1997/1998: „Gypsy Kings“
- 1998/1999: „Black Music“.